# Charles Marsham (3e comte de Romney)
Charles Marsham, 3e comte de Romney (30 juillet 1808 - 3 septembre 1874), titré vicomte Marsham entre 1811 et 1845, est un pair britannique et un homme politique du parti conservateur.

## Biographie
Il est le fils de Charles Marsham (2e comte de Romney), et de Sophia, fille de William Morton Pitt.
Il est élu au Parlement en tant que l'un des deux représentants de Kent West en 1841, poste qu'il occupe jusqu'en 1845, date à laquelle il succède à son père comme comte et siège à la Chambre des lords.

## Mariage et enfants
Lord Romney épouse Margaret Harriett Montagu-Scott (née le 12 juin 1811, décédée le 5 juin 1846), fille cadette de Charles Montagu-Scott, 4e duc de Buccleuch, le 7 février 1832. Ils ont trois fils et une fille  : 
- Harriet Marsham (17 juillet 1838 - 14 novembre 1886)
- Charles Marsham (4e comte de Romney) (7 mars 1841 - 21 août 1905)
- John Marsham (25 juillet 1842 - 16 septembre 1926)
- Henry Marsham (26 mars 1845 - 1er juillet 1908)

Lady Romney est décédée à Londres en juin 1846, à l'âge de 34 ans. Lord Romney reste veuf jusqu'à sa mort en septembre 1874, à l'âge de 66 ans. Son fils aîné, Charles, lui succède.